# Patricia Swann
Patricia Swann era un personaje ficticio de la serie de televisión estadounidense Smallville. Era la hija de Virgil Swann. Ella heredó la fortuna de su padre y la investigación acerca de Krypton después de su muerte.

## Apariencia
Una atractiva mujer de veintitantos años con grandes ojos azules y pelo rojo. Su cuerpo es delgado y ella parece estar en buena forma general para su edad.

## Personalidad
Patricia era muy intelectual, joven inteligente y cariñosa. Ella, al igual que los otros niños de su grupo Veritas han visto como sus vidas cambiaron para siempre por Lionel Luthor y su obesión por Clark. Patricia era muy tenaz y exhibió una pasión por el trabajo de su padre a través de su deseo de seguir trabajando con Clark. Ella no se dejó influir fácilmente por las amenazas de Lionel y demostró ser muy valiente.

## Historia
Patricia nació en 1980. Ella era amiga de la infancia con Lex Luthor, Oliver Queen y Jason Teague como solían jugar juntos mientras sus padres estaban en la reunión.

## Smallville

### Primera temporada
Patricia fue referida como la novia de Lex. Fue mencionado por Lana Lang .

### Séptima temporada
Años después de que su padre murió, Patricia Swann aprendido acerca de Veritas y el viajero que iba a venir a la Tierra. También encontró un vínculo con la muerte de su padre, así como Robert Queen y   Laura Queen , y se sospecha de Lionel Luthor como el responsable. Patricia enfrenta a Lionel con la prueba de los asesinatos, y pidió a Lex su ayuda, pero incluso él no tenía ni idea acerca de Veritas, incluso después de ver un dibujo del símbolo de Veritas.
Lionel llegó a un acuerdo con Patricia, así que fue a verlo en un almacén donde Clark Kent se encontraba detenido. Patricia  quería que Clark fuera liberado antes de dar la evidencia a Lionel, pero ella quedó inconsciente por Pierce.
Después de que Clark fue rescatado por su prima Kara Kent, Patricia y Clark hablaron en la granja de los Kent con una taza de café. Ella le dio el diario de su padre, que estaba lleno de símbolos kryptonianos. Patricia también decidió mudarse a Metrópolis con el fin de estar más cerca de Clark, esperando estar allí para él, como su padre antes que ella. Desafortunadamente, mientras conducía de regreso a Metrópolis, Patricia fue baleada y asesinada por su conductor. Su muerte fue ordenada por Lex como después se examinó su collar con sangre.
Aproximadamente una semana después, el cuerpo de Patricia fue encontrado en un lago con una bala en la cabeza. Poco después, Lois Lane y Jimmy Olsen encontraron documentos incriminatorios dejados por Lionel indicando además la participación de Lex en la muerte de Patricia.
Después de que le dispararon en Detroit, Lex empezó a recordar acontecimientos de su infancia como en los días en que jugaba junto a Patricia, Oliver y Jason y recordó las reuniones secretas de su padre con el grupo conocido como Veritas. Los padres de Patricia habían sido parte de Veritas, que habían estado esperando la llegada del viajero en la Tierra.

## Curiosidades
- A diferencia de los niños con quienes jugaba cuando niña (Oliver Queen, Jason Teague, y Lex Luthor), Patricia nunca ha sido protagonista de Smallville.
- En un mundo paralelo donde Clark fue encontrado y criado por Lionel Luthor, según Oliver Queen de Tierra-2, Patricia Swann y su padre fueron asesinados por Clark Luthor / Ultraman.

- Datos: Q6066600